# Institutiones Gai
Die Institutiones Gai sind eine Juristenschrift aus dem klassischen Zeitalter des römischen Rechts. Bezugnehmend auf den Urheber Gaius wird sie auch als Gaii Institutiones, Liber Gai, häufig nur als Institutionen bezeichnet. Die Schrift war als Anweisung für Anfänger im juristischen Lehrbetrieb konzipiert und verstand sich ab Mitte des 2. Jahrhunderts n. Chr. somit als Erklärungsliteratur. Aufgrund ihrer Bedeutung ging sie unter dem spätantiken Kaiser Justinian im Corpus iuris auf, einer vierteiligen Kompilation (vor-)klassischen Rechts. Der Werkstoff wurde dabei unter dem Gesetzestitel Institutiones Iustiniani fortgeführt. Teile sind auch in den Digesten enthalten. Im nachklassischen Recht findet sich noch Paraphrasen, etwa die Epitome Gai.
Die Schrift behandelt in vier Buchrollen (libri) Privat- und Zivilprozessrecht und ist das einzige nahezu vollständig erhaltene Werk, das unmittelbar aus der bedeutenden klassisch-rechtlichen Zeit des Prinzipats herrührt. Erhalten geblieben ist ein Exemplar, das etwa um 160/161 n. Chr. entstanden ist.

## Bedeutung
1816 entdeckte Niebuhr die Institutionen, die er in Form eines Palimpsestes in Verona vorfand. Auf den Fundort geht der Name Codex Veronensis zurück. Unter dem augenscheinlichen Text, welcher die Briefe des Kirchenvaters Hieronymus enthielt, konnte eine ausradierte, um 500 n. Chr. erstellte Abschrift der Institutionen des Gaius entschlüsselt werden, bis dato nur über wenige Fragmente der Digesten belegt. Die Abschrift wurde um 160/161 n. Chr. – also noch unter Antoninus Pius – angefertigt und gilt als die „in der Antike am meisten verbreitete und in der Spätantike, Mittelalter und Neuzeit weitaus einflußreichste elementar-systematische Darstellung des römischen Privatrechts“. Von der Handschrift fehlen einzelne Seiten und mehrfach sind Zeilen nicht mehr entzifferbar.
Nahezu alle Kenntnisse zum römischen Rechts waren auf die justinianische Überlieferung zurückzuführen, weshalb der Fund der gaianischen Institutionen besonders bedeutsam ist. Hinsichtlich Art und Umfang der Darbietung des klassischen Rechts haben sie nahezu Alleinstellungscharakter. Geboten werden die Vorzüge eines zusammenhängenden Schulvortrags, verteilt auf vier Bücher, der durch seine Klarheit und Verständlichkeit, seinen strukturierten systematischen Aufbau und die historische Unterfütterung besticht. Dem Rechtsdenken des Gaius wird eingeräumt, der dogmatischen Tradition der kontinentalen Jurisprudenz, also dem Systemstreben, der Bemühung um Begriffsbildung und Einteilungen sowie der Tendenz zur Abstraktion, näher gekommen zu sein, als es methodisch irgendein anderer antiker Jurist vermocht hatte.
Inwieweit die Institutionen als allein von Gaius verfasstes Werk gelten dürfen, und was an ihnen etwa Glossen oder Interpolationen sind, unterliegt bis heute lediglich wissenschaftlichen Spekulationen. Max Kaser weist die Schrift keinem der großen Klassiker zu, sondern einem kleinformatigeren Schuljuristen. Die Wissenschaft ist sich allerdings über die enorme Bedeutung des Fundes einig, da „zahlreiche Rechtsinstitute, die die justinianische Kommission als veraltet unerwähnt ließ, nur durch den neuen Fund bekannt“ sind.
Der Neuzeit ist das gaianische Werk in mehrfacher Form indirekt überliefert, da es während des 5. und des 6. Jahrhunderts für diverse Rechtsschriften häufig als Vorlage verwendet wurde. Verhältnismäßig nur geringfügige Einblicke gewährt die so genannte augustodunensische Handschrift. Bedeutungsvoller für die Forschung sind die spätantiken Manuskripte der Collatio und der Epitome Gai (enthalten in der Lex Romana Visigothorum) und schließlich die regulae Ulpiani. Später bekannt als Bestandteile des Corpus iuris civilis, fanden die Institutiones Gai Einlass in den Digesten und vornehmlich den Institutiones Iustiniani.
Eine lediglich frühnachklassische Bearbeitung des originalen Urstoffes sind die Sententiae Receptae (auch pseudopaulinische Sentenzen genannt), denen in der Sache keine authentische Textwiedergabe mehr bescheinigt wird. Da davon ausgegangen werden muss, dass viele Teile des originären klassischen Rechts schon früh verloren gegangen sind, bereitet die erheblichsten Schwierigkeiten die Interpolationskritik. Der Grad der Erkenntnis des klassischen Rechts hängt davon ab, welchen Grad des Eingriffs man antrifft, eine Herausforderung für die Textkritik der Gegenwart.

## Aufbau
Die Institutionen selbst sind in einem Schema nach Personen- und Familien- und Erbrecht (personae), Vermögensrecht (res) und Prozessrecht (actiones) aufgeteilt. Beim Personen- und Familien- und Erbrecht wird zwischen Freien und Sklaven unterschieden. Das Vermögensrecht zerfällt in körperliche Sachen (res corporales) und nicht körperliche Sachen (incorporales) sowie Erbrecht (hereditas), Ertragsrecht (usus fructus) und Schuldrecht (obligationes). Das Prozessrecht unterscheidet schließlich die dinglichen actiones in rem und die obligatorischen actiones in personam. Des Weiteren werden die Obligationen in Vertrags- (ex contractu) und Deliktsobligationen (ex delicto) und die Kontrakte in Real-, Verbal-, Litteral- und Konsensualkontrakte eingeteilt. 
Diese dem hellenistischen Lehrbuchmuster entlehnte Klassifikation ersetzte und nivellierte vorhergehende Strukturen und wurde zu einem grundlegenden Institutionensystem, dem viele moderne Privatrechtssysteme folgen. So ist beispielsweise das österreichische ABGB nach dem Institutionensystem aufgebaut, im Gegensatz zum deutschen BGB, welches dem Pandektensystem folgt.

## Fragmente
In bruchstückhafter Überlieferung liegen die Institutionen, wiedergegeben auf Palimpsestblättern, mit den Fragmenten von Autun vor. Die auch Fragmenta Interpretationis Gai Institutionum Augustodunensia genannte Kommentarliteratur stammt wohl aus dem frühen 4. Jahrhundert.
Weiterhin gibt es zwei bedeutende papyrologische Fragmente, die in ihrer Zusammenschau eine sehr hilfreiche Ergänzung zur Veroneser Handschrift liefern. Zum einen sind das die Oxforder Fragmente, die aus dem 3. Jahrhundert herrühren und zum anderen die Florentiner Fragmente aus dem 6. Jahrhundert. Die behandelten Themen entstammen dem Privatprozessrecht. Diskutiert wird u. a. die Frage, wie eine Erbengemeinschaft (consortium ercto non cito) geteilt werden soll, oder ein Nachlass, für dessen Teilung die legis actio per iudicis arbitrive postulationem in Betracht kommt. Da für fehlgegangene Geschäfte stets das Bereicherungsrecht eine Rolle für die Rückabwicklung spielt, erhält auch die legis actio per condictionem eine Stimme. Schließlich wird auch die in der Kaiserzeit eingeführte Dritthaftung problematisiert, wenn nämlich Schuldendienste in Bezug auf Sondervermögen zu leisten sind.

## Ausgaben
- Gaius: Institutiones. = Die Institutionen des Gaius (= Texte zur Forschung. 81). Herausgegeben, übersetzt und kommentiert von Ulrich Manthe. Wissenschaftliche Buchgesellschaft, Darmstadt 2004, ISBN 3-534-17474-7.
- Gai institutiones. Editio minor. (= Studia Gaiana. 1), hrsg. von M. David, Brill, Leiden 1964.
- Johann Friedrich Ludwig Göschen (Hrsg.): Gaii Institutionum commentarii IV. Reimer, Berlin 1820, (Digitalisat).
- Die Gaianischen Institutionen-Commentarien. Übersetzt von Friedrich Beckhaus. Henry und Cohen, Bonn 1857 (Digitalisat).